# Hister
Hister är ett släkte av skalbaggar som beskrevs av Carl von Linné (auktor)|Carl von Linné 1758. Hister ingår i familjen stumpbaggar.

## Bildgalleri

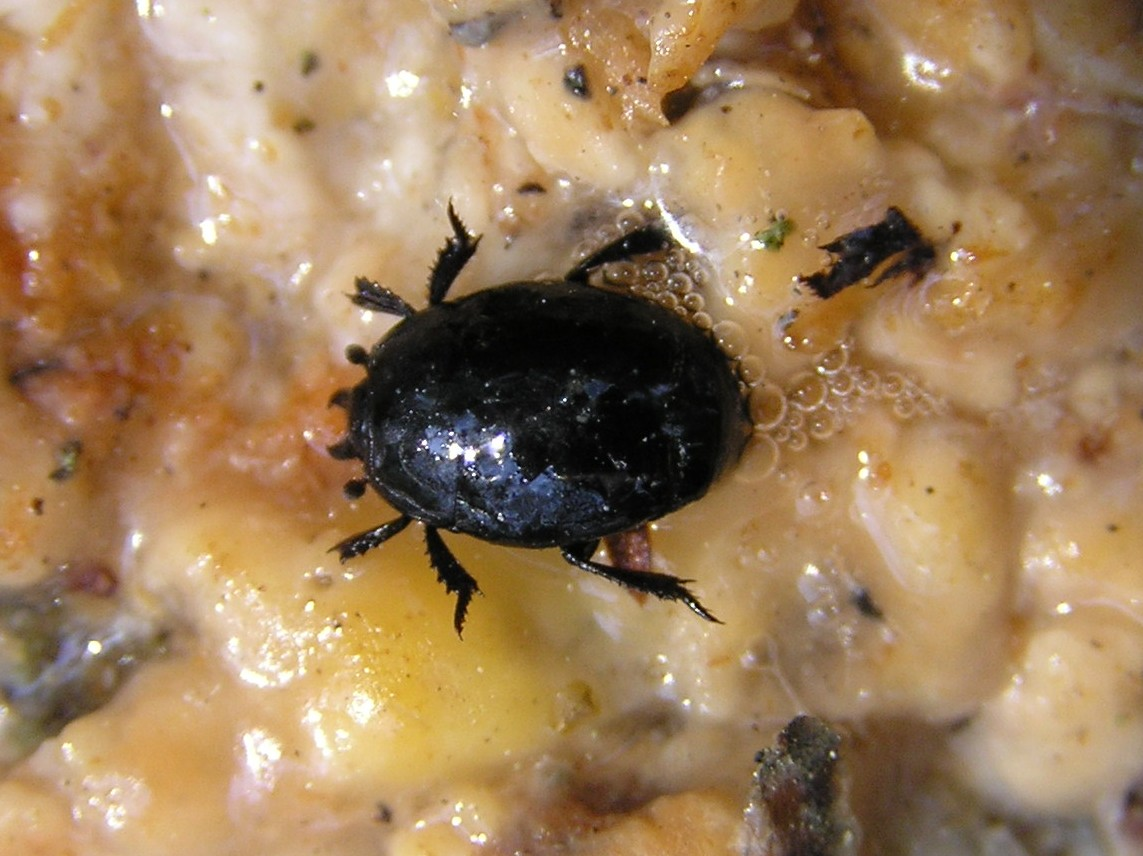
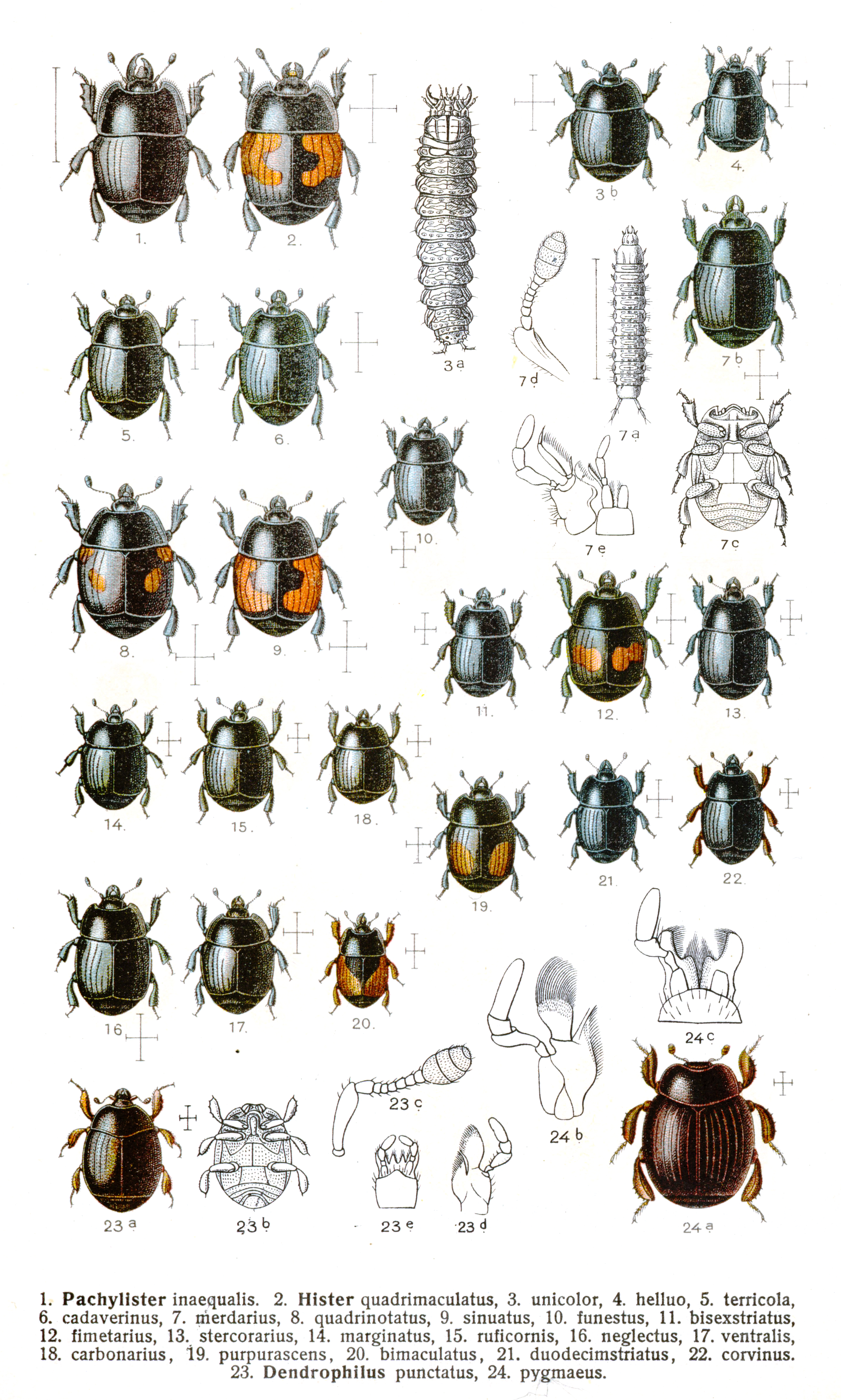

## Dottertaxa tillHister, i alfabetisk ordning[1][2]
- Hister abbreviatus
- Hister abhorrens
- Hister aequatorius
- Hister aheneus
- Hister akatanga
- Hister alegre
- Hister alienigena
- Hister alluaudi
- Hister alticola
- Hister ambulator
- Hister amphystrius
- Hister apicelaevis
- Hister apis
- Hister araucanus
- Hister aschanti
- Hister atomos
- Hister baconi
- Hister barkeri
- Hister bellicus
- Hister belti
- Hister bipunctatus
- Hister bisquinquestriatus
- Hister bissexstriatus
- Hister bolivianus
- Hister borneensis
- Hister brahminius
- Hister bremeri
- Hister bruchi
- Hister bullatus
- Hister calidus
- Hister californicus
- Hister canariensis
- Hister capicola
- Hister capsirensis
- Hister carinifrons
- Hister castus
- Hister catarinae
- Hister caucasicus
- Hister cavifrons
- Hister cavilabris
- Hister ciliatus
- Hister circularis
- Hister circulus
- Hister civilis
- Hister coenosus
- Hister comes
- Hister concolor
- Hister conductus
- Hister congener
- Hister congonis
- Hister contemptus
- Hister cooperi
- Hister coprophilus
- Hister coreanus
- Hister coronatus
- Hister cribrurus
- Hister criticus
- Hister cruentus
- Hister cuna
- Hister curtatus
- Hister curvatus
- Hister dauphini
- Hister defectus
- Hister denysi
- Hister depurator
- Hister diadema
- Hister dispar
- Hister distans
- Hister distinguendus
- Hister divisifrons
- Hister doyeni
- Hister duplicatus
- Hister encaustus
- Hister erbelingi
- Hister falsus
- Hister fessus
- Hister foveipygus
- Hister funestus
- Hister fungicola
- Hister furciger
- Hister furcipes
- Hister furtivus
- Hister gagatinus
- Hister gehini
- Hister grandicollis
- Hister gringo
- Hister guanacaste
- Hister guatemalica
- Hister guinensis
- Hister hanka
- Hister haroldi
- Hister helluo
- Hister helluonides
- Hister hipponensis
- Hister hormiguera
- Hister humilis
- Hister humpatanus
- Hister illigeri
- Hister impunctatus
- Hister incertus
- Hister incisifrons
- Hister indistinctus
- Hister inexspectatus
- Hister inflexus
- Hister janzeni
- Hister japonicus
- Hister javanicus
- Hister judaicus
- Hister kalaharii
- Hister katangensis
- Hister kovariki
- Hister laevifrons
- Hister laevimargo
- Hister laevipes
- Hister lagoi
- Hister lamaecola
- Hister latimargo
- Hister latistrius
- Hister latobius
- Hister lentulus
- Hister leopoldi
- Hister limbatus
- Hister lineisternus
- Hister lissurus
- Hister litus
- Hister loandae
- Hister lucanus
- Hister lugubris
- Hister lustrans
- Hister luvungiensis
- Hister malkini
- Hister maroccanus
- Hister martius
- Hister matador
- Hister mazuri
- Hister mediterraneus
- Hister megalonyx
- Hister melanarius
- Hister militaris
- Hister mirus
- Hister moerens
- Hister montanus
- Hister montenegrinus
- Hister montivagus
- Hister nachtigalli
- Hister nattereri
- Hister nepalensis
- Hister newtoni
- Hister niloticus
- Hister nodatus
- Hister nomas
- Hister obesus
- Hister obtusisternus
- Hister opacus
- Hister paganus
- Hister parumstriatus
- Hister pauli
- Hister paykullii
- Hister peregrinus
- Hister pharaonis
- Hister pioti
- Hister planepunctatus
- Hister planiformis
- Hister platanus
- Hister pransus
- Hister pteromalus
- Hister pulicarius
- Hister punctifemur
- Hister punctifer
- Hister punctipygus
- Hister pushtunus
- Hister pustulosus
- Hister putrescens
- Hister putridus
- Hister pygolaevis
- Hister quadrimaculatus
- Hister quadrinotatus
- Hister rectisternus
- Hister recurvus
- Hister ritsemae
- Hister saegeri
- Hister salebrosus
- Hister sallei
- Hister salvador
- Hister sarcinatus
- Hister sedakovii
- Hister sedulus
- Hister semenovi
- Hister semigranosus
- Hister semiplanus
- Hister sepulchralis
- Hister servus
- Hister shanghaicus
- Hister sibiricus
- Hister sikorae
- Hister simplicisternus
- Hister sindarae
- Hister sohieri
- Hister spurius
- Hister striatipectus
- Hister sturnus
- Hister subquadratus
- Hister teter
- Hister thibetanus
- Hister thoracicus
- Hister tricuspis
- Hister trigonifrons
- Hister tristriatus
- Hister tropicola
- Hister tropicus
- Hister turanus
- Hister unicolor
- Hister wenzeli
- Hister viduus
- Hister vilis
- Hister zairensis
- Hister ziczac
- Hister zulu